# معماری آمریکای میانه
معماری آمریکای میانه به مجموعه‌ای از  سنت‌های معماریِ فرهنگ‌ها و تمدن‌های پیشا-کلمبوسی در آمریکای میانه گفته می‌شود. سنت‌هایی که بهترین نوع شناخته شده آن در قالب مکان‌های عمومی، تشریفاتی، سازه‌ها و ساختمان‌های یادمانی است. ویژگی‌های متمایز این گونه معماری شامل سبک‌های مختلف منطقه‌ای و تاریخی است که با این حال به‌طور قابل توجهی با یکدیگر مرتبط هستند. این سبک‌های معماری تحت تأثیر هزاران سال تمدن آمریکای میانه بین فرهنگ‌های متفاوت منطقه و تبادل زیاد فرهنگی توسعه پیدا کرد. معماری آمریکای میانه بیشتر به هرم‌هایش معروف است که از برزگترین این گونه ساختمان هاست. (خارج از مصر باستان و امپراتوری چول).
ارتباط بین جهان‌بینی، دین، جغرافیا و معماری آمریکای میانه یکی از جالبترین و مورد توجه‌ترین موضوعات است. از همین رو به نظر می‌رسد که بسیاری از صفات این معماری حاصل مذهب و اسطوره هاست. برای مثال، طرح بسیاری از شهرهای آمریکای میانه به نظر می‌رسد تحت تأثیر جهت‌یابی و معانی اساطیری و نمادین آن‌ها در فرهنگ آمریکای میانه است.
بخش دیگری از معماری آمریکای میانه، پیکرنگاری آن است. معماری یادمانی آمریکای میانه با تصاویر مذهبی و فرهنگی با اهمیت تزئین شده بود و همچنین در بسیاری از موارد با نوشتن در برخی از سامانه‌های نوشتاری آمریکای میانه این امر صورت می‌گرفت. شمایل نگاری‌های تزئینی و کتیبه‌ها در ساختمان، کمک مهمی در شناخت فعلی ما از تاریخ، فرهنگ و جامه پیشا کلمبوسی آمریکا میانه به دست می‌دهد.

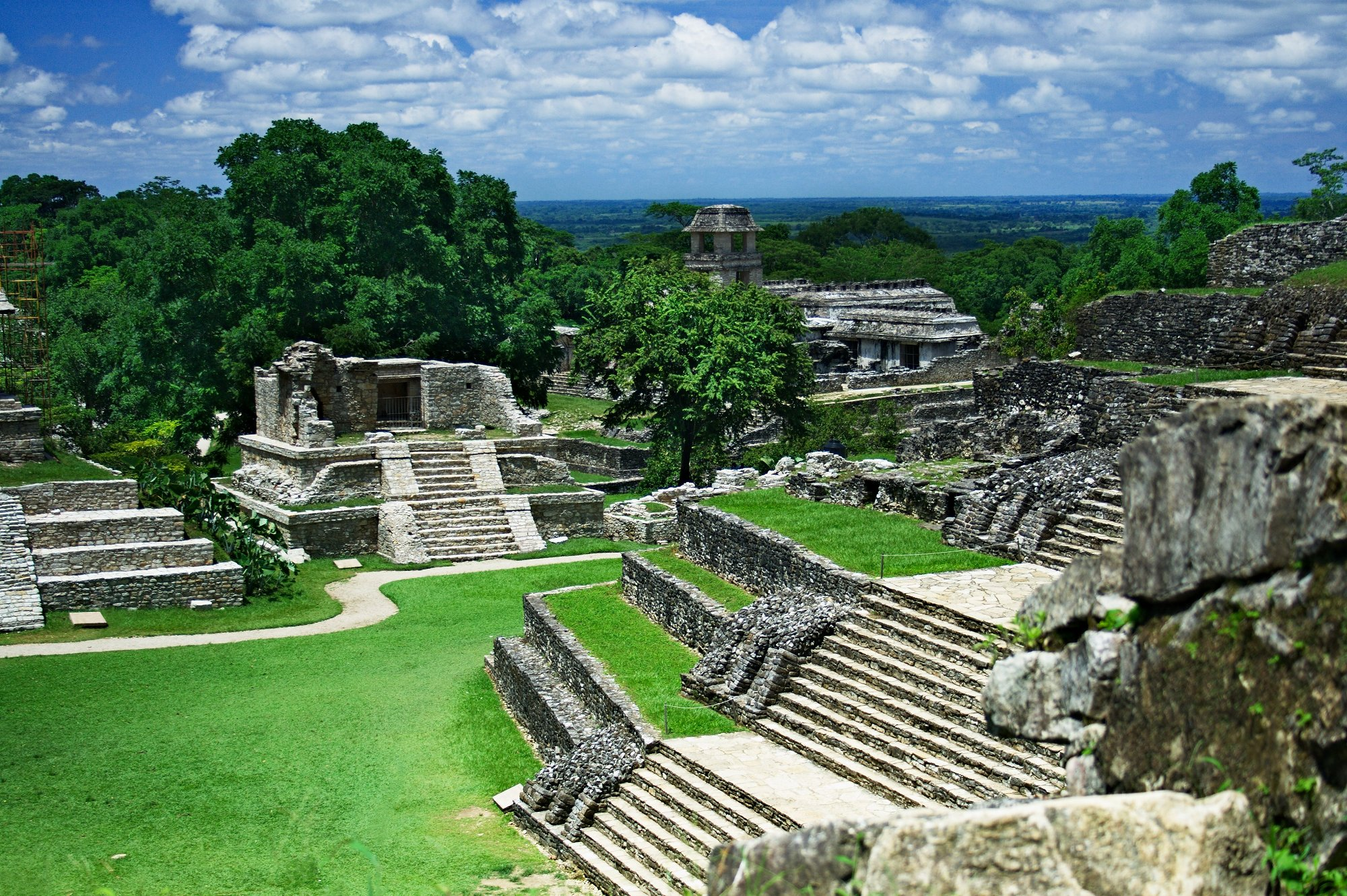
پلازا مرکزی شهر پالنکه (چیاپاس)، یک مثال از دورۀ کلاسیک معماری آمریکای میانه

## سایت‌هایمیراث جهانییونسکو
تعدادی از مهمترین سایت‌های باستان‌شناسی به نمایندگی از معماری آمریکای میانه به عنوان «میراث جهانی» یونسکوطبقه‌بندی شده‌اند.
ال سالوادور
- سایت مایایی خویا د سرن

هندوراس
- سایت مایایی کوپان

گواتمالا
- تیکال، پارک ملی

مکزیک
- شهر قبل از اسپانیایی و پارک ملی پالنکه
- شهر قبل از اسپانیایی آخمال
- شهر قبل از اسپانیایی تئوتیئواکان
- مرکز تاریخی در Oaxaca و سایت باستان‌شناسی از مونته آلبان
- شهر قبل از اسپانیایی چیچن ایتزا
- آثار تاریخی منطقهٔ شوچیکالکو
- شهرستان باستانی مایا در کالکمول

## برای مطالعهٔ بیشتر
- Bernal, I, Coe, M, et al. , (1973). The Iconography of Middle American sculpture. New York: The Metropolitan Museum of Art.{{cite book}}:  نگهداری CS1: نقطه‌گذاری اضافه (link) نگهداری یادکرد:نام‌های متعدد:فهرست نویسندگان (link)
- Leibsohn دانا و باربارا E. Mundy, «مکانیک دنیای هنر» مناظر: فرهنگ بصری در آمریکا 1520-1820 (2015). http://www.fordham.edu/vistas.